# 苫小牧信用金庫
苫小牧信用金庫（とまこまいしんようきんこ、英語：Tomakomai Shinkin Bank）は、北海道苫小牧市に本店を置く信用金庫。
2015年（平成27年）3月末現在の自己資本比率は26.13%。日本格付研究所による長期発行体格付は上位ランクのA。

## 会員地域
※太字は店舗のある地方公共団体。
胆振総合振興局：苫小牧市、室蘭市、登別市、白老町、厚真町、安平町、むかわ町
石狩振興局：札幌市、江別市、千歳市、恵庭市、北広島市、石狩市
日高振興局：日高町、平取町、新冠町、新ひだか町
上川総合振興局：占冠村

## 沿革
- 1948年（昭和23年）9月3日 - 市街地信用組合法に基づき「苫小牧信用組合」設立[3]。
- 1950年（昭和25年）4月 - 中小企業等組合法による信用協同組合に組織変更[3]。
- 1951年（昭和26年）10月 - 信用金庫法施行に伴い「苫小牧信用金庫」に改組[3]。
- 1964年（昭和39年）6月 - 本店ビル（鉄筋コンクリート　地下1階、地上4階）竣工[4]。
- 1971年（昭和46年）12月 - 日本銀行との当座取引開始[5]。
- 1975年（昭和50年）10月 - 北海道信金共同事務センター加入[6]。
- 1981年（昭和56年）10月 - 北海道信金共同事務センター脱退、自営オンラインへ移行[7]。
- 1984年（昭和59年）5月 - 別館（鉄筋コンクリート　地上5階）竣工、コンピューターセンター開所[8]。
- 1993年（平成5年） 3月- マスコットキャラクター「タララ」誕生[9]。
- 1996年（平成8年）11月 - 本店新館（事務集中センター）竣工[10]。
- 1998年（平成10年）11月 - 苫小牧市指定金融機関業務受託[11]。
- 2001年（平成13年） - 外貨定期預金、投資信託、損害保険販売業務開始。インターネットバンキングサービス開始[12]。
- 2002年（平成14年）10月 - 生命保険販売業務開始[13]。
- 2003年（平成15年）1月 - オンラインシステムを日本ユニシス「SBI21」へ移行[14]。8月 - コールセンター業務開始[15]。
- 2006年（平成18年）10月 - 代理店営業開始[16]。
- 2011年（平成23年）5月 - 新本店オープン[17]。12月 - まちなか交流館オープン[18]。
- 2015年（平成27年）1月- オンラインシステムをしんきん共同センターへ移行[19]。
- 2024年（令和6年）9月9日 - この日から磁気の影響を受けにくい新しい通帳（Hi-Co通帳）を取扱開始した（Hi-Co通帳に対応していない信用金庫ATMではHi-Co通帳は使えない。）[20]。
- 2025年（令和7年）5月9日 - 北海道財務局より業務改善命令を受ける（後述）[21][22]。

## 店舗

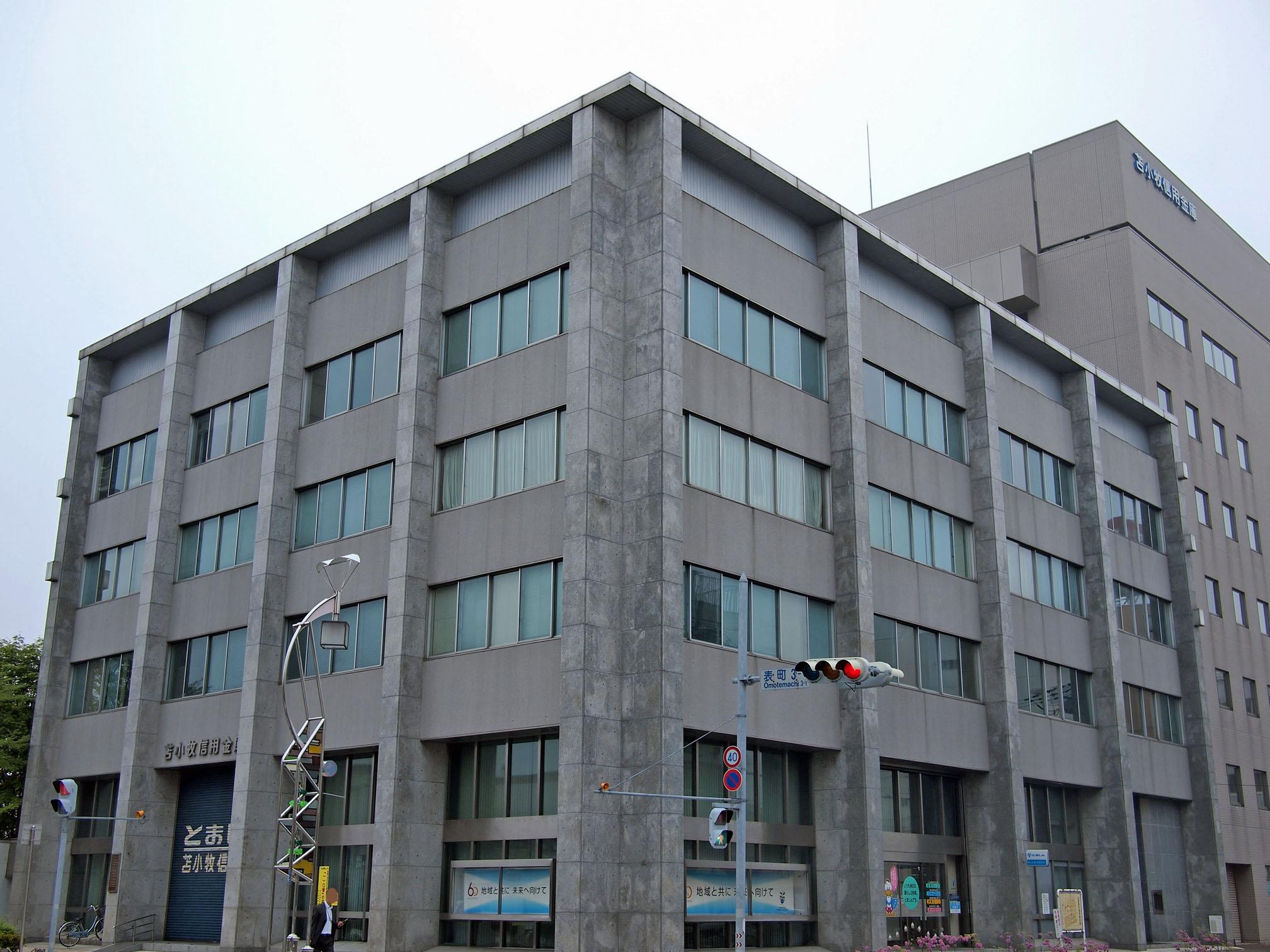
旧苫小牧信用金庫本店(1964-2011)

出典:

### 苫小牧市
- 本店 - 表町3丁目1-6

  - 市役所出張所[24] - 旭町4丁目5-6 苫小牧市役所1階
- 緑町支店 - 双葉町3丁目3-5
- 西支店 - 見山町2丁目2-8
- 中野支店 - 元中野町3丁目9-15
- 三条支店 - 矢代町2丁目9-8
1974年7月22日設置[25]
- 美園支店 - 三光町5丁目26-12
2014年12月25日に店舗建替えグランドオープン[25]
- 沼ノ端支店 - 沼ノ端中央3丁目3-12
- 明野支店 - 明野新町5丁目14-13
- 新開支店 - 新開町4丁目2-4
2005年4月25日設置[26]
- 沼ノ端北支店 - 拓勇東町1丁目19-30
2006年3月15日設置[27]
- 糸井支店 - 日新町1丁目10-5
2005年5月16日、現在地に移転[26]
- 光洋支店 - 光洋町1丁目17-17
- 澄川支店 - 澄川町2丁目2-9
- 桜木支店 - 桜木町4丁目15-12
- 錦岡支店 - 青雲町2丁目23-6
- 川沿支店 - 川沿町6丁目16-30
1994年11月7日設置[25]

### 胆振管内
- 白老支店 - 白老郡白老町東町2丁目1-8

- 鵡川支店 - 勇払郡むかわ町美幸2丁目21
  - 穂別代理店[24] - 勇払郡むかわ町穂別10-6
- 厚真支店 - 勇払郡厚真町表町1-1

### 日高管内
- 平取支店 - 沙流郡平取町本町66-1
- 門別支店 - 沙流郡日高町門別本町210-15
- 新冠支店 - 新冠郡新冠町本町55-1
- 富川支店 - 沙流郡日高町富川北4丁目1-1
1964年12月7日設置[25]

### 石狩管内
- 千歳支店 - 千歳市千代田町6丁目18
- 長都支店 - 千歳市長都駅前2丁目14-20
- 札幌支店 - 札幌市中央区南4条西1丁目1-8
- 札幌北支店 - 札幌市東区北31条東7丁目1-18
- 豊平支店 - 札幌市豊平区月寒中央通2丁目1-19

### かつて存在した店舗
- 真駒内支店
1977年3月23日設置。2001年9月17日廃止[28]。
- 幸町代理店（旧幸町支店、本店幸町出張所[29]） - 苫小牧市幸町1丁目1-1[30]
2006年4月3日、支店から出張所に変わり、一部取扱業務や窓口業務の取扱い時間を変更した[31]。
- 勇払代理店（旧沼ノ端支店勇払出張所[32]） - 苫小牧市字勇払32-12[30]
- 厚賀代理店（旧門別支店厚賀出張所[32]） - 沙流郡日高町字厚賀町174[25]
- 振内代理店（平取支店振内出張所[32]） - 沙流郡平取町振内町28-9[25]
- 日高代理店（旧日高支店[29]） - 沙流郡日高町本町東1丁目297-37
2020年3月19日に営業を終了し、富川支店へ統合[33]。
- 北央代理店（旧北央支店[29]） - 苫小牧市木場町1丁目10-17
2020年9月30日に営業を終了し、緑町支店へ統合[34]。
ATMコーナーは営業を続けたが、2021年6月30日に廃止した[35]。

## ATMサービス
平日18時以降、土曜日14時以降、日曜祝日終日の出金については、時間外手数料が徴収される。
しんきんゼロネットサービスに加入しており、信用金庫のキャッシュカードであれば、とましん以外であっても通常徴収される「他行利用手数料」がかからない。
長らくセブン銀行とは利用提携しておらず、北海道内の信用金庫では唯一、全国でも他に高知信用金庫しかない未提携信金となっていた。しかし、2024年6月3日利用提携を開始した。また、イオン銀行とは相互入金ができない。
また、全国初の信用金庫と生活協同組合との共同支援事業として移動販売車にATMを搭載した「おまかせ便カケル」とましんATM搭載車がある。

## totoの払い戻し店
以下の店舗でスポーツ振興くじ（toto）当選券の払い戻しを取り扱っている。
- 本店
- 新開支店
- 川沿支店

## まちなか交流館

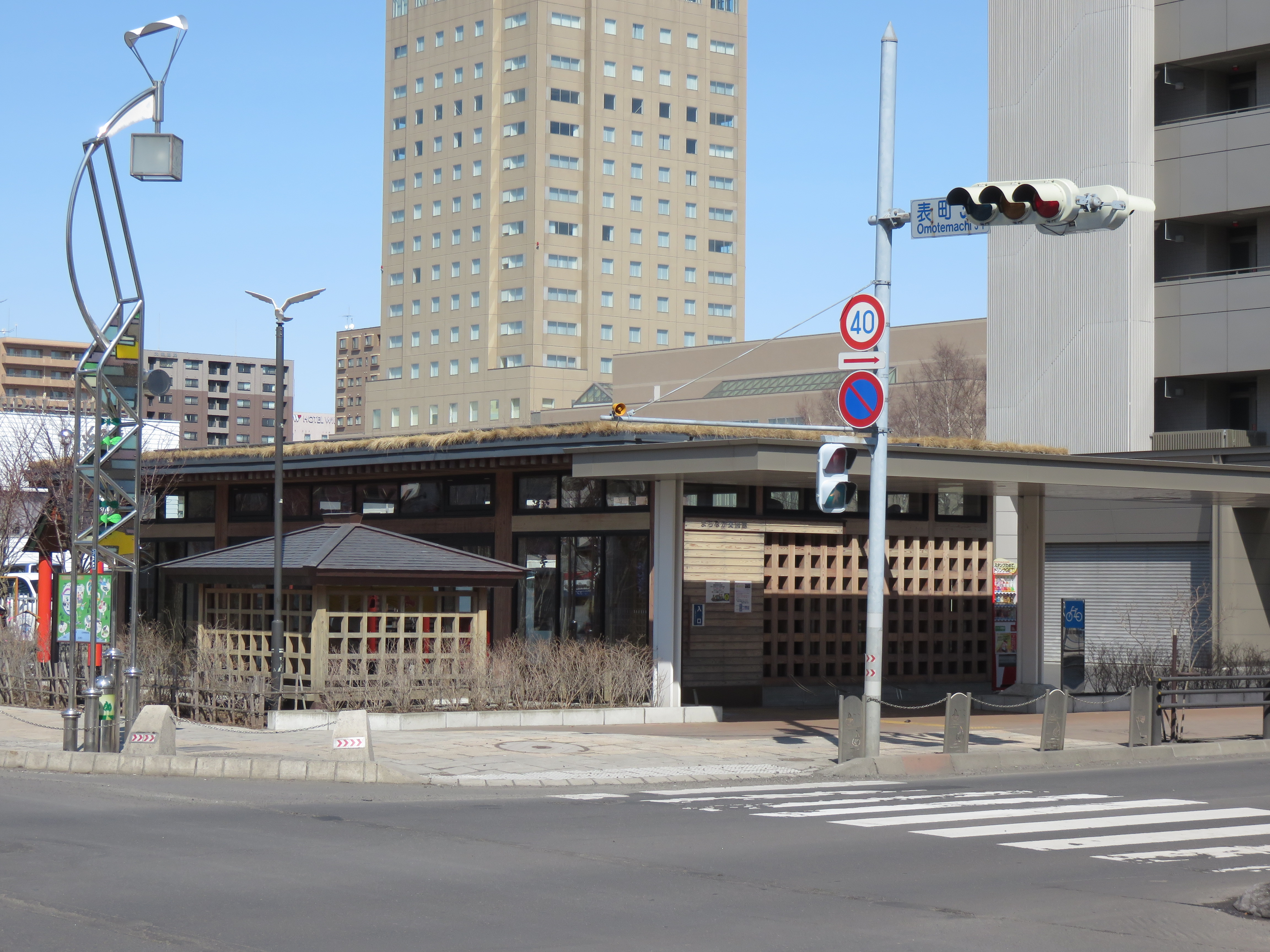
まちなか交流館(2017.3.20)

苫小牧市の「まちなか再生総合プロジェクト（CAP）」の一環として旧本店跡地に整備した。
木造平屋の建物内で足湯と手湯が無料で楽しめる施設となっており、市内のゆのみの湯から温泉を運んでいる。
2013年（平成25年）に『第8回木の建築賞』を受賞した。

## 不祥事

### 業務改善命令
北海道財務局は2025年5月9日、経営管理や法令順守の体制に問題があったとして、銀行法に基づく業務改善命令を出し、6月9日までに改善計画の提出を求めた。
常勤理事、理事長、会長を歴任した元非常勤理事が強い影響力を持ち、土地、建物を時価より高く購入させたことや、信金側の評価で60万円相当だったゴルフ会員権を240万円で買い取らせたほか、役職員の人事権を掌握していた。何事も元非常勤理事に相談、報告し、了承を得て、それをお墨付きとして他の役員や部門を承服させていた結果、強い発言力が維持された。
また、信用金庫法で原則禁止されている、不動産関連業務を行う子会社を1998年頃から監督官庁に隠蔽。2015年頃からは当金庫で複数物件の賃貸や、職員が融資取引獲得を目的とした不動産の媒介行為を行っていた。かつて法令違反に当たる業務に疑問を呈し、異を唱えたことで人事上不利益を受けたとみられる事案もあった。
小林一夫理事長をはじめとする少なくとも理事5人が6月の通常総代会で退任することや、常勤と非常勤の理事、監事合わせて17人の報酬を最大30％、3カ月間減額することを決めた。今後、第三者委員会を早急に設置し、元非常勤理事の告訴は第三者委員会の調査結果を踏まえ検討するとした。

## 参考資料
- 苫小牧信用金庫『苫小牧信用金庫創立50周年記念誌』、1999年
- 苫小牧信用金庫『苫小牧信用金庫創立60周年記念誌』、2009年
- “苫小牧信用金庫ディスクロージャー”.   苫小牧信用金庫 (2015年). 2015年10月17日閲覧。
- “足湯と手湯でポカポカ！苫小牧で人気のスポット「まちなか交流館」”. 北海道ファンマガジン.   PNG Office (2015年2月17日). 2015年10月17日閲覧。
- “トップ苫信を2位北洋、3位室信が追う 〜管内4信金は地元で強みを発揮しているが、貸出競争は激化〜” (PDF). 特別企画：胆振・日高地区企業メーンバンク調査.  帝国データバンク苫小牧支店 (2011年1月28日). 2015年10月17日閲覧。